# Ferula angreni
Ferula angreni är en flockblommig växtart som beskrevs av Jevgenij Korovin. Ferula angreni ingår i släktet stinkflokesläktet, och familjen flockblommiga växter. Inga underarter finns listade i Catalogue of Life.